# Cernon (Jura)
Cernon és un municipi francès situat al departament del Jura i a la regió de Borgonya - Franc Comtat. L'any 2007 tenia 251 habitants.

## Demografia

### Població
El 2007 la població de fet de Cernon era de 251 persones. Hi havia 97 famílies de les quals 26 eren unipersonals (7 homes vivint sols i 19 dones vivint soles), 30 parelles sense fills, 30 parelles amb fills i 11 famílies monoparentals amb fills.
La població ha evolucionat segons el següent gràfic:
Habitants censats

### Habitatges
El 2007 hi havia 159 habitatges, 100 eren l'habitatge principal de la família, 32 eren segones residències i 27 estaven desocupats. 153 eren cases i 6 eren apartaments. Dels 100 habitatges principals, 68 estaven ocupats pels seus propietaris i 32 estaven llogats i ocupats pels llogaters; 2 tenien una cambra, 4 en tenien dues, 11 en tenien tres, 22 en tenien quatre i 60 en tenien cinc o més. 76 habitatges disposaven pel capbaix d'una plaça de pàrquing. A 43 habitatges hi havia un automòbil i a 49 n'hi havia dos o més.

### Piràmide de població
La piràmide de població per edats i sexe el 2009 era:
| Homes | Edats   | Dones |
| ----- | ------- | ----- |
| 0     | 95 o +  | 0     |
| 0     | 90 a 94 | 4     |
| 4     | 85 a 89 | 0     |
| 0     | 80 a 84 | 8     |
| 0     | 75 a 79 | 12    |
| 4     | 70 a 74 | 4     |
| 12    | 65 a 69 | 8     |
| 4     | 60 a 64 | 4     |
| 4     | 55 a 59 | 4     |
| 0     | 50 a 54 | 0     |
| 20    | 45 a 49 | 8     |
| 0     | 40 a 44 | 8     |
| 8     | 35 a 39 | 12    |
| 8     | 30 a 34 | 12    |
| 16    | 25 a 29 | 12    |
| 8     | 20 a 24 | 4     |
| 12    | 15 a 19 | 0     |
| 4     | 10 a 14 | 16    |
| 4     | 5 a 9   | 8     |
| 8     | 0 a 4   | 8     |

## Economia
El 2007 la població en edat de treballar era de 149 persones, 113 eren actives i 36 eren inactives. De les 113 persones actives 101 estaven ocupades (54 homes i 47 dones) i 14 estaven aturades (7 homes i 7 dones). De les 36 persones inactives 5 estaven jubilades, 6 estaven estudiant i 25 estaven classificades com a «altres inactius».

### Ingressos
El 2009 a Cernon hi havia 106 unitats fiscals que integraven 271 persones, la mediana anual d'ingressos fiscals per persona era de 15.872 €.

### Activitats econòmiques
Dels 10 establiments que hi havia el 2007, 3 eren d'empreses extractives, 3 d'empreses de fabricació d'altres productes industrials, 1 d'una empresa de comerç i reparació d'automòbils, 2 d'empreses d'hostatgeria i restauració i 1 d'una entitat de l'administració pública.
L'únic servei als particulars que hi havia el 2009 era un restaurant.
L'any 2000 a Cernon hi havia 5 explotacions agrícoles.

## Equipaments sanitaris i escolars
El 2009 hi havia una escola elemental.

## Poblacions més properes
El següent diagrama mostra les poblacions més properes.